# Viveiro
Viveiro ist eine spanische Gemeinde in der Provinz Lugo der autonomen Gemeinschaft Galicien. Viveiro ist auch eine Stadt, die der Verwaltungssitz der gleichnamigen Gemeinde ist. Die 15.217 Einwohner (Stand: 2024), leben auf einer Fläche von 109,34 km².

## Lage
Viveiro liegt an der Mündung des Flusses Landro ins Kantabrische Meer, der hier eine Ria bildet.
| O Vicedo           | O Vicedo                                    | Xove        |
| O Vicedo und Ourol | Kompassrose, die auf Nachbargemeinden zeigt | Xove        |
| Ourol              | Ourol                                       | O Valadouro |

## Klima
| Klimawerte der Gemeinde Viveiro         | Klimawerte der Gemeinde Viveiro | Klimawerte der Gemeinde Viveiro | Klimawerte der Gemeinde Viveiro | Klimawerte der Gemeinde Viveiro | Klimawerte der Gemeinde Viveiro | Klimawerte der Gemeinde Viveiro | Klimawerte der Gemeinde Viveiro | Klimawerte der Gemeinde Viveiro | Klimawerte der Gemeinde Viveiro | Klimawerte der Gemeinde Viveiro | Klimawerte der Gemeinde Viveiro | Klimawerte der Gemeinde Viveiro | Klimawerte der Gemeinde Viveiro |
|                                         | Jan                             | Feb                             | Mar                             | Apr                             | Mai                             | Jun                             | Jul                             | Aug                             | Sep                             | Okt                             | Nov                             | Dez                             | Jahresmittel                    |
| --------------------------------------- | ------------------------------- | ------------------------------- | ------------------------------- | ------------------------------- | ------------------------------- | ------------------------------- | ------------------------------- | ------------------------------- | ------------------------------- | ------------------------------- | ------------------------------- | ------------------------------- | ------------------------------- |
| Durchschnittliche Höchsttemperatur (°C) | 13,8                            | 14,3                            | 16,1                            | 16,6                            | 19,1                            | 21,4                            | 23,3                            | 24                              | 22,5                            | 19,6                            | 16,2                            | 14,4                            | 18,4                            |
| Mittlere Tagestemperatur (°C)           | 9,7                             | 10,1                            | 11,7                            | 12,4                            | 14,9                            | 17,2                            | 19,0                            | 19,6                            | 17,8                            | 15,2                            | 12,1                            | 10,4                            | 14,2                            |
| Durchschnittliche Tiefsttemperatur (°C) | 5,5                             | 5,7                             | 7,3                             | 8,1                             | 10,6                            | 13,1                            | 14,8                            | 15,2                            | 13,1                            | 10,7                            | 8,0                             | 6,3                             | 9,9                             |
| Regenmenge(mm)                          | 136,0                           | 104,4                           | 83,2                            | 115,6                           | 84,3                            | 47,6                            | 39,8                            | 41,2                            | 73,1                            | 124,2                           | 138,3                           | 157,5                           | 1145,1                          |
| Quelle: MeteoGalicia                    |                                 |                                 |                                 |                                 |                                 |                                 |                                 |                                 |                                 |                                 |                                 |                                 |                                 |

## Geschichte
Aus der Zeit der keltischen Besiedlung und der römischen Besetzung existieren zahlreiche archäologische Funde. Es wird angenommen, dass die Stadt das antike „Flavia Lambris“ war, eindeutige Belege dafür sind jedoch nicht vorhanden.
Der Name Viveiro geht zurück auf die römische Brücke „Puente de Vivario“.
Während der arabischen Invasion wurde das Dorf zerstört, aber sofort wieder aufgebaut. König Pelayo erteilte dem Ort für seine Unterstützung während der Reconquista große Privilegien.
Um das Jahr 844 litt die Bevölkerung von Viveiro unter mindestens drei Angriffen von Wikingern. Hier entstand auch die Legende des Bischofs von Mondoñedo, San Gonzalo, über die Versenkung eines Drachenbootes samt Besatzung, durch göttliche Intervention.
Die erste schriftliche Erwähnung stammt aus dem Jahr 1112, aus einer Schenkungsurkunde von Königin Urraca an das heutige Bistum Mondoñedo-Ferrol.

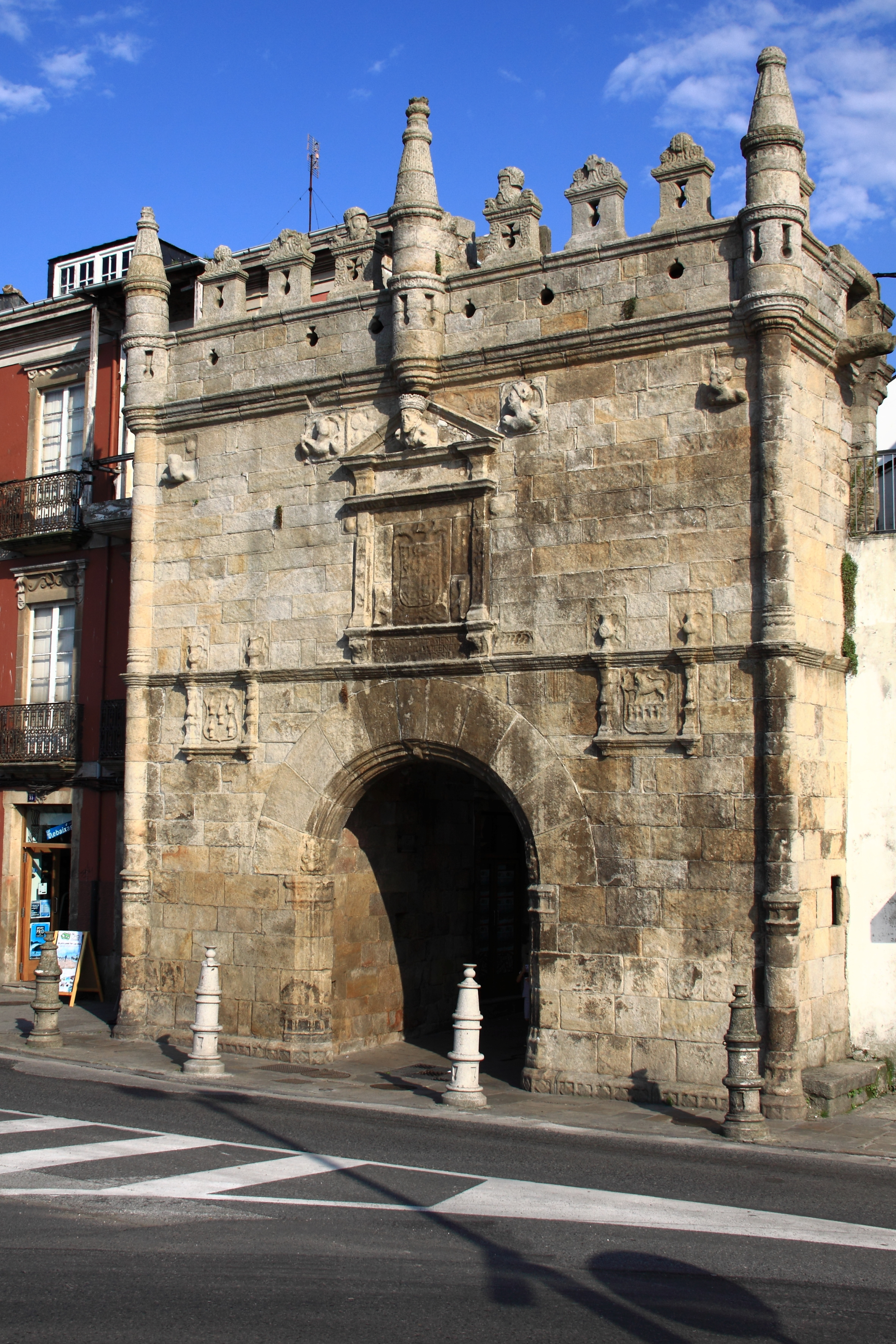
Porta Carlos V
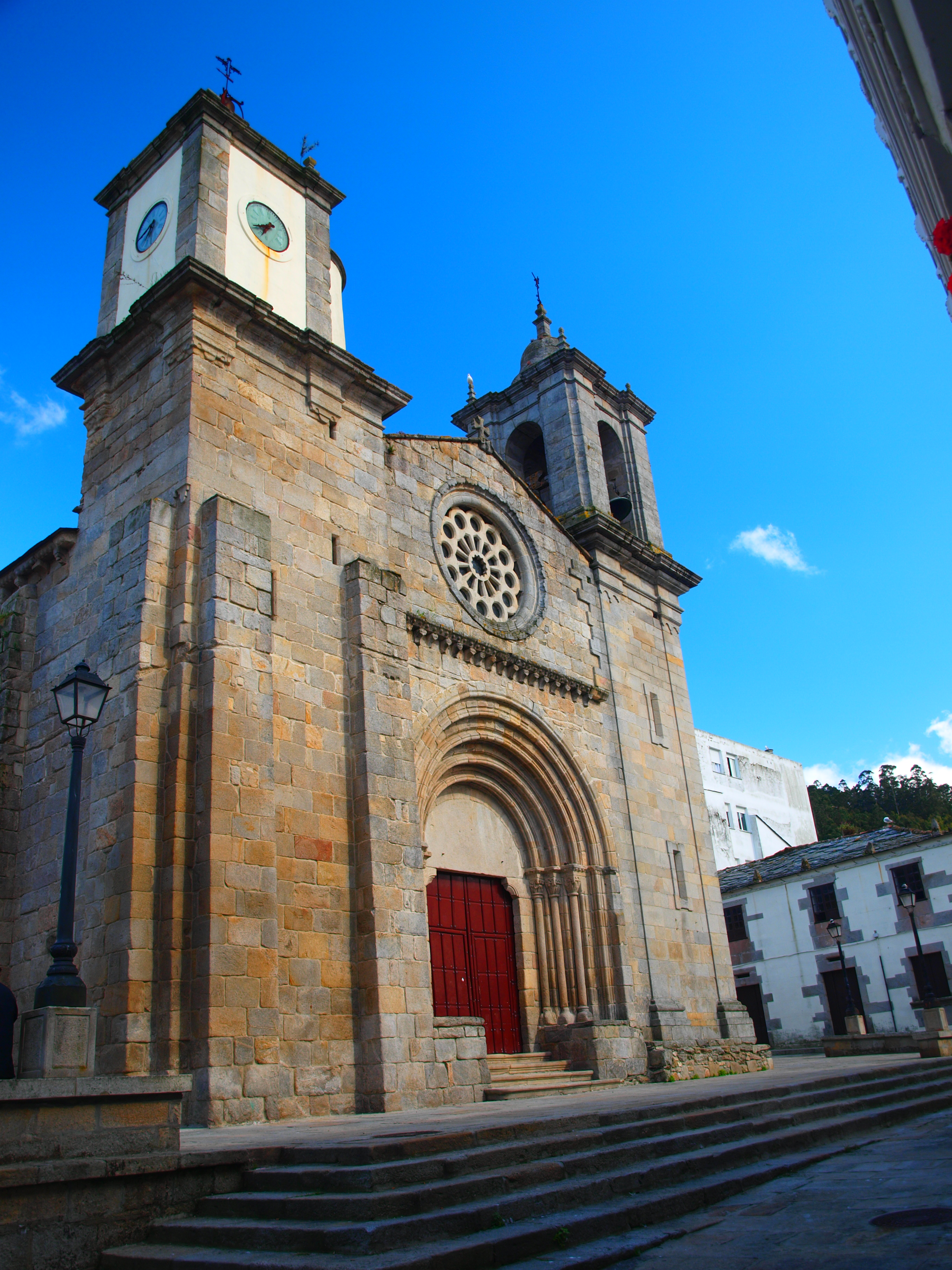
Kirche Santa María

## Kunst und Kultur
- Das Erbe der Geschichte ist noch heute an vielen Stellen in Viveiro zu sehen. Reste der Stadtmauer, die Piratenüberfällen, Bränden und Überschwemmungen trotzte sind noch heute samt dreier Stadttore zu sehen.
- Von der romanischen Kirche, Iglesia de Santa María del Campo startet in der Karwoche (Semana Santa) die große Prozession. Mit den über die Grenzen bekannten Wachsfigurenopfergaben findet man direkt gegenüber den Nachbau der Lourdesgrotte, die Viveiro nach Santiago de Compostela zum zweitgrößten Wallfahrtsort Galiciens macht.
- Die romanische Kirche San Pedro, ist die älteste der Region, die Ursprünge gehen auf das sechste Jahrhundert zurück.
Viele weitere Sehenswürdigkeiten aus allen Epochen finden sich noch auf der Webseite der Gemeinde.

## Bevölkerungsentwicklung der Gemeinde
Legende: Vivero___Viveiro

Quelle: INE-Archiv – grafische Aufarbeitung für Wikipedia

## Gemeindegliederung
Die Gemeinde Viveiro ist in elf Parroquias gegliedert:
| Parroquias              | Patrozinium  | Einwohner 2024 | Fläche km² | Dichte Einw./km² | Höhe msnm | Ortskennzahl |
| ----------------------- | ------------ | -------------- | ---------- | ---------------- | --------- | ------------ |
| Celeiro                 | Santiago     | 1.510          | 4,22       | 358              | 8         | 27066020000  |
| Chavín                  | Santa María  | 150            | 8,71       | 17               | 118       | 27066040000  |
| Covas                   | San Xoán     | 3.738          | 12,70      | 294              | 14        | 27066030000  |
| Faro                    | San Xiao     | 150            | 3,49       | 43               | 75        | 27066050000  |
| Galdo                   | Santa María  | 442            | 18,04      | 25               | 13        | 27066060000  |
| Landrove                | San Xiao     | 247            | 4,90       | 50               | 11        | 27066070000  |
| Magazos                 | Santa María  | 513            | 8,76       | 59               | 106       | 27066080000  |
| San Pedro de Viveiro    | San Pedro    | 260            | 3,18       | 82               | 6         | 27066110000  |
| Santo André de Boimente | Santo André  | 101            | 18,87      | 5                | 276       | 27066010000  |
| Valcarría               | Santo Estevo | 77             | 10,27      | 7                | 60        | 27066090000  |
| Vieiro                  | San Cibrao   | 508            | 5,57       | 91               | 21        | 27066100000  |

## Wirtschaft
| Ackerbau, Viehzucht und Fischerei                                                  | 0496  | 09,22  |
| Industrie                                                                          | 0793  | 014,74 |
| Bauwirtschaft                                                                      | 0368  | 06,84  |
| Dienstleistungsbetriebe                                                            | 3.724 | 069,21 |
| Total                                                                              | 5.381 | 100,00 |
| * Daten aus dem Statistischen Amt für Wirtschaftliche Entwicklung in Galicien, IGE |       |        |

## Partnerstädte
- Lannion,  Frankreich
- Alt Havanna,  Kuba
- Perth,  Australien